# Juan Carlos Muñoz Abogabir
Juan Carlos Muñoz Abogabir (Viña del Mar, 22 de junio de 1970) es un ingeniero civil industrial y académico chileno, de la Pontificia Universidad Católica de Chile (PUC) de origen palestino. Desde el 11 de marzo de 2022, se desempeña como ministro de Transportes y Telecomunicaciones de su país bajo el gobierno del presidente Gabriel Boric.
Es autor del libro Bus Rapid Transit and the Restructuring of Public Transit (2016) y ha realizado numerosas publicaciones en revistas nacionales e internacionales en temas de movilidad y transporte. También desde su rol como asesor y miembro del directorio se empresas del Estado ha co-generado iniciativas de gran impacto en sistemas de transporte como los servicios expresos en Metro, la puerta de andén en estación Tobalaba o mejoras operativas al sistema de buses de Santiago. Es reconocido como un experto de carácter internacional siendo el único latinoamericano en el consejo científico de ISTTT y CASPT del cual llegó a ser designado como líder. Ha recibido múltiples reconocimientos por la calidad de su docencia, investigación e innovación.

## Familia y estudios
Hijo de Juan Carlos Muñoz Frías y de María Ximena Abogabir Scott.Realizó sus estudios primarios y secundarios en el Craighouse School de la comuna de Lo Barnechea.Continuó los superiores en la carrera de ingeniería civil industrial, con especialidad en sistemas de transporte, en la Pontificia Universidad Católica (PUC), y luego cursó un doctorado en ingeniería civil y ambiental en la Universidad de California (Berkeley), Estados Unidos.

## Trayectoria profesional y política
Con amplia trayectoria en el mundo académico, se ha desempeñado en áreas de investigación con foco en las operaciones de transporte, sistemas de transporte público, logística y teoría del tráfico vehicular, entre otras.
Ejerció como profesor en el Departamento de Ingeniería de Transporte y Logística de la Pontificia Universidad Católica de Chile (PUC) desde 1995 a 2022. Fue director del Centro de Desarrollo Urbano Sustentable (Cedeus), entidad impulsada por la PUC y la Universidad de Concepción que busca contribuir al desarrollo sustentable desde distintas miradas que abarcan desde la planificación territorial a los sistemas de transporte y uso del suelo y otros recursos críticos. También fue el primer director del Instituto para el Desarrollo Sustentable de la PUC.
Entre 2003 y 2004 fue asesor de Javier Etcheberry, entonces ministro de Transportes y Telecomunicaciones para el Plan Transantiago. En 2008 también fue miembro del comité de expertos creado por esa misma cartera para mejorar el proyecto Transantiago. Estuvo en el directorio del Metro Regional de Valparaíso (Merval). También ejerció como director de Metro en Santiago y asesor de la Dirección de transporte público Metropolitano. Fundó y dirigió por ocho años el «Bus Rapid Transit Centre of Excellence», un centro financiado por la Fundación Educacional y de Investigación Volvo.
Durante el segundo gobierno de Sebastián Piñera, integró el Comité Científico para el Cambio Climático del Ministerio de Ciencia, Tecnología, Conocimiento e Innovación y de diversos comités científicos internacionales en temas de su disciplina.
El 21 de enero de 2022 fue nombrado como ministro de Transportes y Telecomunicaciones por el entonces presidente electo Gabriel Boric. Asumió el cargo el 11 de marzo de 2022.